# Plaques de matrícula d'Estònia

Matrícula actual d'Estònia.

Les plaques de matrícula dels vehicles d'Estònia es componen d'un sistema alfanumèric format per tres xifres i tres lletres separades per un espai, de color negre sobre un fons blanc (111 AAA). Les dimensions i el format és el comú a la resta de plaques de la Unió Europea des del 2004, pel que també porta l'eurofranja a l'extrem esquerre amb les estrelles en cercle de la UE i el codi del país, EST.
Des de l'agost de 2019 tant les xifres com les lletres s'assignen aleatòriament.

## Altres tipus

### Vehicles especials
Per als vehicles de mida nord-americana, la placa és de la mateixa mida que les plaques dels Estats Units (305 x 152 mm o 305 x 160 mm), i es compon de dues xifres i tres lletres, la primera de les lletres és una Z per indicar que el cotxe és nord-americà de mida (per exemple, 12 ZCL). La placa és dels mateixos colors que la resta de vehicles.

### Residents estrangers
Els vehicles propietat de residents estrangers porten una placa amb caràcters negres sobre fons groc. I consta de tres xifres i tres lletres, sent les dues primeres EE.

### Remolcs
Per als remolcs, la placa es compon de tres xifres i dues lletres (per exemple, 111 AA) de color negre sobre fons blanc.

### Motocicletes
Per a les motocicletes, la placa es compon de dos xifres i dues lletres (per exemple, 11 AA) de color negre sobre fons blanc també.

### Cos Diplomàtic
Per al cos diplomàtic, les plaques es componen de dues lletres i quatre xifres de color blanc sobre un fons blau. Les dues lletres són CD (Corps Diplomatique) o AT (Attaché). Els dos primers números són el codi diplomàtic de l'estat. Els vehicles privats dels diferents ambaixadors porten plaques de matrícula amb les lletres CMD seguides de tres xifres; de nou, les dues primeres xifres són el codi diplomàtic de l'estat.

### Estat
El vehicle oficial del president de la república, porta unes plaques on es mostra l'escut d'armes de l'estat en lloc d'una combinació alfanumèrica.

## Història

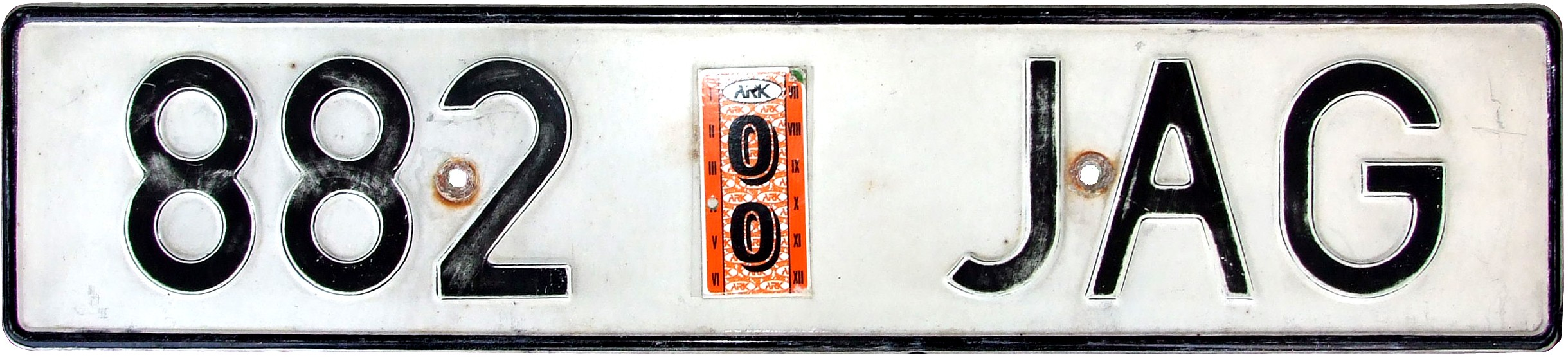
Model de matrícula de 1998.

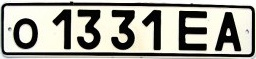
Model anterior a 1991.

### 1992-1996
Des de principis de 1992, les matrícules portaven un codi de districte, la primer de les tres lletres, però el sistema es va acabar entre 1995 i 1996. Una de les raons per treure'l podria ser que no va aportar cap informació valuosa a ARK (Centre de Registre d'Automòbils) creant massa sèries petites que condueixen a problemes de producció de plaques. Els codis de districte eren els següents:
| Lletra    | Nom del comtat/ciutat                                 | Lletra | Nom del comtat/ciutat                                      |
| --------- | ----------------------------------------------------- | ------ | ---------------------------------------------------------- |
| A.. i B.. | Tallinn                                               | D..    | Viljandimaa                                                |
| F..       | Pärnumaa                                              | G..    | Valgamaa                                                   |
| H..       | Hiiumaa                                               | I..    | Ida-Virumaa                                                |
| J..       | Jõgevamaa                                             | K..    | Saaremaa, la "K" està pel nom de la capital, Kuressaare.   |
| L..       | Raplamaa                                              | M..    | Harjumaa, exceptuant Tallin.                               |
| N..       | Narva ciutat.                                         | O..    | Põlvamaa                                                   |
| P..       | Järvamaa, la "P" està pel nom de la capital, Paide.   | R..    | Lääne-Virumaa, la "R" està pel nom de la capital, Rakvere. |
| S..       | Läänemaa, la "S" està pel nom de la capital, Haapsalu | T..    | Tartumaa                                                   |
| V..       | Võrumaa                                               |        |                                                            |

### Models postsoviètics
Els primers models post-soviètiques (1991) es componien de tres xifres, una etiqueta de llicència al centre de la placa i tres lletres. Les etiquetes van ser retirades a partir del maig de 2004 en adoptar-se el format de la UE.
Durant l'època soviètica es van utilitzar dos sufixos ЕА i ЭС, els quals no identificaven cap poble o ciutat específica, sinó més aviat informaven que el vehicle havia estat registrat a l'RSS d'Estònia.